# Lidija Dimkowska
Lidija Dimkowska mac. Лидија Димковска (ur. 11 sierpnia 1971 w Skopju) – macedońska poetka, pisarka, tłumaczka.

## Życiorys
Ukończyła studia na Wydziale Filologicznym Uniwersytetu Świętych Cyryla i Metodego w Skopju ze specjalnością literaturoznawstwo porównawcze. Doktoryzowała się z literatury rumuńskiej na Uniwersytecie Bukareszteńskim. Pracowała jako tłumacz języka macedońskiego na Wydziale Filologicznym Uniwersytetu w Bukareszcie. Wykładała literaturę światową na Uniwersytecie w Novej Goricy w Słowenii. Była kuratorem oddziału poezji magazynu Blesok (mac. Блесок). Od 1995 członek Związku Pisarzy Macedonii. Od 2001 mieszka w Lublanie w Słowenii. Pracuje jako pisarz i tłumacz literatury rumuńskiej i słoweńskiej na macedoński. Brała udział w wielu międzynarodowych festiwalach w USA, Londynie, Berlinie, Wiedniu, Grazu, Salzburgu, Krems i Splicie. Jest przewodniczącą jury międzynarodowej Nagrody Vilenica i członkiem jury Międzynarodowej Nagrody Literackiej im. Zbigniewa Herberta

## Nagrody i wyróżnienia
Jej debiutancka książka otrzymała nagrodę wydawnictwa Studenckie słowo (mac. Студентски збор) dla najlepszego debiutu. Opublikowana w 2004 pierwsza powieść Ukryta kamera (mac. Скриена камера), która została przetłumaczona na wiele języków, otrzymała nagrodę imienia Stałe Popowa Związku Pisarzy Macedonii za najlepszą powieść. Druga powieść Zapasowe życie (mac. Резервен живот) również otrzymała tę nagrodę, a oprócz tego została wyróżniona Europejską Nagrodą Literacka. W 2009 otrzymała nagrodę wydawnictwa Hubert Burda Media dla młodych poetów z Europy Wschodniej. W 2013 nominowana do amerykańskiej nagrody Najlepsza Tłumaczona Książka (2013 Best Translated Book Award). W 2016 nominowana do nagrody Europejski Poeta Wolności za tomik wierszy pH neutralna wobec życia i śmierci.